# فرانك راجا أراسي
فرانك راجا أراسي (بالإنجليزية: Frank Rajah Arase)‏، هُو مُخرج أفلام نيجيري.

## وصلات خارجية
- فرانك راجا أراسي في قاعدة بيانات الأفلام على الإنترنت